# Noordbeemster

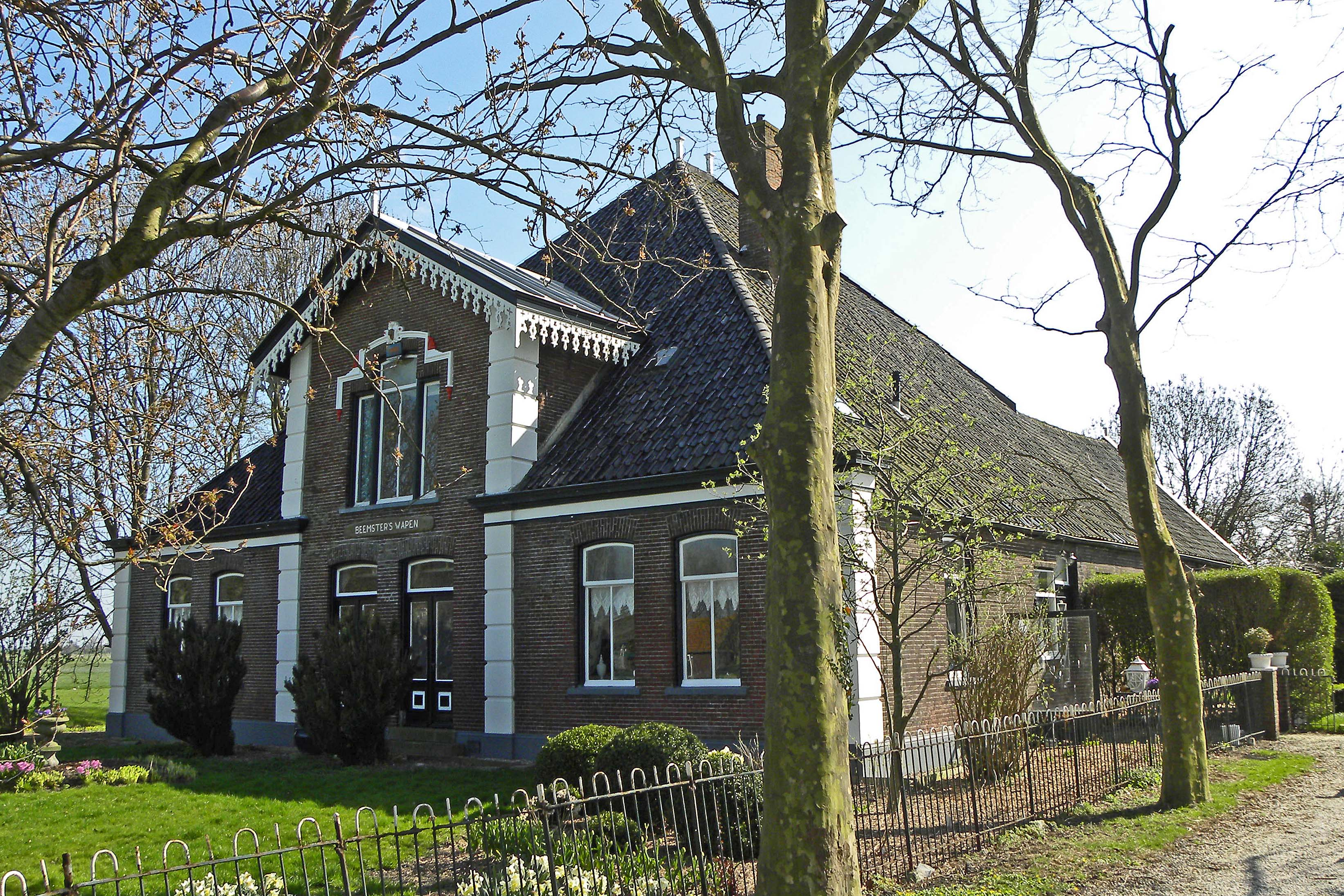
De Middenweg.

Noordbeemster est un village de la province de Hollande-Septentrionale Pays-Bas), faisant partie de la commune de Beemster.
Le district statistique comprenant le village et la campagne environnante compte 360 habitants.